# Nayef Hawatmeh
Nayef Hawatmeh (àrab: نايف حواتمة, Nāyif Ḥawātma; Al-Salt, 17 de novembre de 1938) és un polític jordà, cap del Front Democràtic per a l'Alliberament de Palestina.

## Biografia
Hawatmeh prové d'un clan jordà i és practicant de l'Església Catòlica Melquita. Ha estat el secretari general del Front Democràtic per a l'Alliberament de Palestina (FDAP) des de la seva formació per una escissió el 1969 del Front Popular per a l'Alliberament de Palestina (FPLP), del qual també en va ser fundador. Va ser actiu també com a líder del Moviment dels Nacionalistes Àrabs (ANM), que va precedir el FPLP.

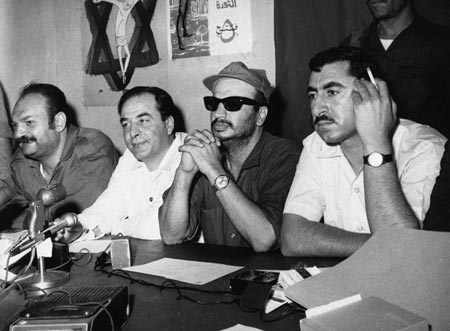
Hawatmeh (dreta) amb Iàssir Arafat i Kamal Nasser en una conferència de premsa a Amman abans del Setembre Negre.

Actualment resideix a l'exili a Síria, on el FDAP rep un cert suport.
Hawatmeh no va donar suport a la política de no ingerència de Fatah en els afers interns del país amfitrió des de 1969 i va argumentar just abans del Setembre Negre que els atacs contra el règim del rei Hussein a Jordània s'havien convertit en inevitables. Es va oposar als Acords d'Oslo de 1993, anomenant-los «vendes», tot i que va calmar el seu discurs a finals dels noranta. El 1999 va acceptar reunir-se amb Iàssir Arafat, que havia signat els acords, i fins i tot va donar la mà al president israelià Ezer Weizmann al funeral del rei Hussein de Jordània, provocant fortes crítiques dels seus companys palestins i àrabs.

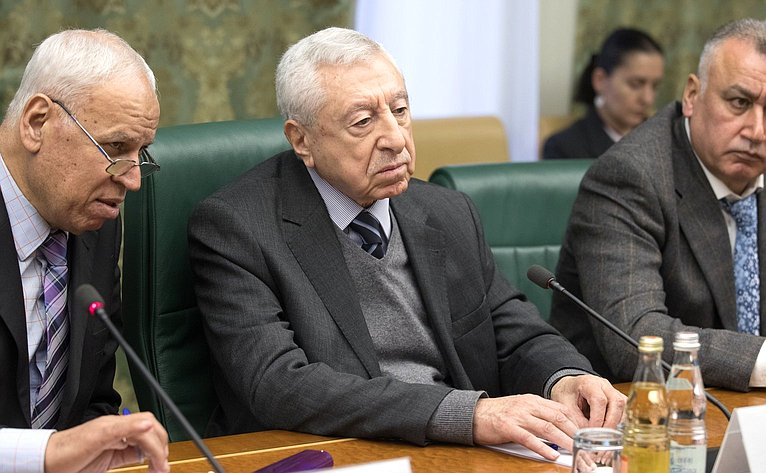
Hawatmeh el 2017.

El 2004, va estar breument actiu en un intent conjunt no governamental palestí-israelià d'iniciar una coalició de grups palestins que recolzessin una solució en dos estats i va demanar el cessament de les hostilitats a la Intifada d'al-Aqsa.
El 2007, Israel va indicar que li permetria viatjar a Cisjordània per primera vegada des del 1967, per tal de participar en una reunió de l'Organització per l'Alliberament de Palestina (OLP). Al final, va decidir no viatjar a Cisjordània a causa del que va descriure com a «les condicions israelianes per a la seva visita».
Tot i que el suport del FDAP ha minvat durant un període sota el secretariat general de Hawatmeh, hi ha hagut un augment de la credibilitat i el seu suport entre els palestins i als ulls d'altres grups, especialment a Gaza. A Gaza, el 21 de febrer de 2023, el 54è aniversari de la fundació del grup, centenars de simpatitzants i molts combatents armats van marxar, van portar la pancarta i els símbols del partit i van cridar consignes antisionistes del FDAP.

### Guerra entre Israel i Gaza de 2023
El 2023 el FDAP, sota el lideratge d'Hawatmeh, es va unir a la incursió de Hamàs i va atacar múltiples objectius civils amb la seva ala militar, les Brigades de la Resistència Nacional. El FDAP va reconèixer la seva implicació a través del noticiari del seu partit, Al Hurriah, el 8 d'octubre.